# Thomas Wildförster
Thomas Wildförster (* 22. Mai 1954 in Düsseldorf, Deutschland)  ist ein deutscher Karambolagespieler in den klassischen Disziplinen Freie Partie und Cadre. Er ist Europameister und mehrfacher Deutscher Meister.

## Karriere
Über seinen Vater Arthur, Mitglied einer alteingesessenen Düsseldorfer Marktfamilie mit über 100-jähriger Tradition, kam Thomas schon früh zum Billardsport. Er war auch einer seiner größten Förderer. Seine sportliche Karriere verlief parallel zu der des gleichaltrigen Wolfgang Zenkner, mit dem er schon zu Juniorenzeiten eine sportliche Rivalität pflegte; diese wurde später auch mit in den Seniorenbereich übernommen. Damit enden aber auch alle Parallelen. Im Gegensatz zum impulsiven und extrovertierten Zenkner ist Wildförster ein rationeller Spieler. Während des Spiels verzieht er keine Miene, nichts, das seinen Gemütszustand verrät und ihn aus seiner methodischen Konzentration reißt. Schwer einzuschätzen für seine Gegner. Ruhig, bedächtig und methodisch auch sein Spiel, sorgfältig analysiert er die Spielsituation genau, bevor er den Ball stößt.
Erste größere Erfolge erzielte Wildförster in der Saison 1973/74 mit Silber bei der Junioren-Europameisterschaft im Cadre 47/2 und in der Freien Partie. 1977 wurde er dann Cadre-47/2-Junioreneuropameister. 1978 kam schließlich der große Durchbruch mit dem ersten deutschen Titelgewinn im Cadre 47/1; gleichzeitig wurde er in dieser Disziplin Dritter bei der Europameisterschaft, bevor er 1982 endlich Gold gewinnen konnte. Im Oktober 1984 war Wildförster in der Nationalmannschaft, die erstmals die Pentathlon-Europameisterschaft gewinnen konnte, fünf weitere Medaillen konnte er bei diesem Wettbewerb erringen. Mit dem BSV Velbert gewann er Anfang der 1980er Jahre ebenfalls fünf Mal die Meisterschaft, nach seinem Wechsel zum Horster Eck 1987 weitere vier Titel.
Als Amateurspieler ging Wildförster bis zur Pensionierung hauptberuflich seiner Arbeit als studierter Bauingenieur nach. Er ist seit 1991 verheiratet.
1977 stellte er bei der Deutschen Cadre-47/1-Meisterschaft mit 60,00 einen neuen Rekord im Einzeldurchschnitt (ED) auf. Im Cadre 47/2 stellte er mit 200,00 1979 einen neuen deutschen Rekord, den er 1980 wiederholte und 1990 mit 300,00 brach.

## Erfolge
- Dreikampf-Weltmeisterschaft für Nationalmannschaften:  1989
- Cadre-47/1-Weltmeisterschaft:  1984
- Einband-Weltmeisterschaft:  1984
- Cadre-47/1-Europameisterschaft:  1982  1990, 1991  1978, 1980, 1984
- Fünfkampf-Europameisterschaft (Einzel):  1980
- Fünfkampf-Europameisterschaften für Nationalmannschaften:  1984  1979, 1981, 1990, 1992  1983
- Deutsche Freie-Partie-Meisterschaft:  1988  1986  1976, 1989
- Deutsche Cadre-47/1-Meisterschaft:  1978, 1980, 1981, 1983  1979, 1984, 1988  1977, 1982, 1989
- Deutsche Cadre-47/2-Meisterschaft:  1983, 1985, 1987, 1990  1980, 1981, 1984, 2010  1982, 1988, 2012
- Deutsche Cadre-71/2-Meisterschaft:  1982, 1987, 1988, 2010  1979, 1983
- Deutsche Einband-Meisterschaft:  1989, 1990, 2003, 2014, 2015  1979, 1982, 1984, 1985, 1986, 1987, 1997, 2011, 2019  1983
- Freie-Partie-Europameisterschaft der Junioren:  1974
- Cadre-47/2-Europameisterschaft der Junioren:  1977  1974

Quellen: 